# Gleistalhänge
Das Naturschutzgebiet Gleistalhänge liegt im Saale-Holzland-Kreis in Thüringen. Es erstreckt sich westlich des Kernortes der Gemeinde Poxdorf und nördlich von Löberschütz und von Graitschen. Südlich verläuft die ehemalige Landesstraße L 2307 (heute Kreisstraße K 210), westlich fließt die Saale und verläuft die B 88.

## Bedeutung
Das 263,4 ha große Gebiet mit der NSG-Nr. 273 wurde im Jahr 1961 unter Naturschutz gestellt.